# ویدووا
ویدووا (به صربی: Vidova) یک منطقهٔ مسکونی در صربستان است که در Moravica District واقع شده‌است.
 ویدووا ۴٫۸۶ کیلومتر مربع مساحت و ۱۲۱ نفر جمعیت دارد و ۲۵۸ متر بالاتر از سطح دریا واقع شده‌است.